# Коеђа (Бергамо)
Коеђа је насеље у Италији у округу Бергамо, региону Ломбардија.
Према процени из 2011. у насељу је живело 51 становника. Насеље се налази на надморској висини од 562 м.